# Schwarzenbach (Lindlar)
Die Hofschaft Schwarzenbach ist ein Ortsteil der Gemeinde Lindlar, Oberbergischer Kreis im Regierungsbezirk Köln in Nordrhein-Westfalen.

## Lage und Beschreibung
Schwarzenbach liegt nordwestlich von Lindlar, umgeben von der großen Schleife des ehemaligen Eisenbahnkörpers. Der Ort gliedert sich in Ober- und Unterschwarzenbach. Nachbarorte sind Merlenbach, Falkenhof, Lingenbach und Schätzmühle.

## Geschichte
Im Jahr 1534 wurde der Ort erstmals urkundlich im „Bruderschaftsbuch der Marienbruderschaft“ erwähnt. Die Schreibweise der Erstnennung lautete damals Swartzen. Bekannt ist, dass 1830 Schwarzenbach 17 Einwohner hatte. Im Jahr 1927 wird eine Beleuchtung für den Bahnübergang in Schwarzenbach angeschafft. 1937 wird in Schwarzenbach ein Lager des „weiblichen Arbeitsdienstes“ eingerichtet.

## Sehenswürdigkeiten
- Wegekreuz aus dem Jahre 1772

## Busverbindungen
Haltestelle Lindlar, Königsberger Straße:
- 335 Frielingsdorf – Hartegasse / Fenke – Lindlar – Linde – Biesfeld – Dürscheid – Herkenrath – Sand – Bergisch Gladbach (S) (OVAG)
- SB42 Lindlar – Immekeppel – Moitzfeld – Bensberg – Refrath – Köln Hbf. (RVK)
- 401 Industriegebiet Klause – Lindlar – Waldbruch – Schmitzhöhe – Hommerich – Kürten Schulzentrum (KWS, Schulbus)
- 402 Untereschbach – Hohkeppel – Lindlar – Linde – Kürten Schulzentrum (KWS, Schulbus)
- 421 Berg. Gladbach (S) – Bensberg – Moitzfeld – (Herkenrath) – Immekeppel – Schmitzhöhe – Lindlar (RVK, Schulbus)